# Kabupaten de Soppeng
Le kabupaten de Soppeng, en indonésien Kabupaten Soppeng, est un kabupaten de la province indonésienne de Sulawesi central dans l'île de Célèbes. Son chef-lieu est Watangsoppeng.

## Géographie
Le kabupaten est bordé :

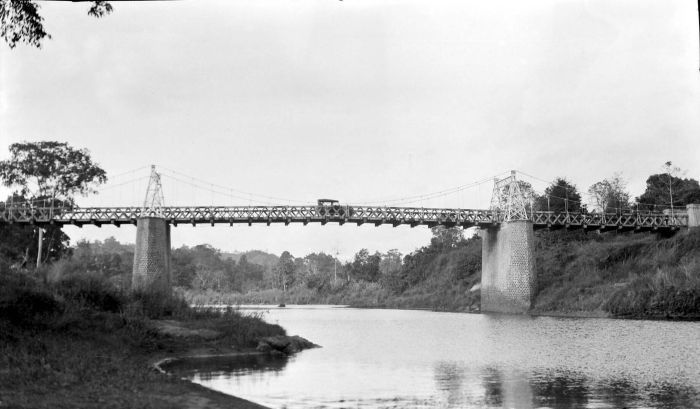
Le pont sur la rivière Walanae

- Au nord par celui de Sidenreng Rappang,
- Au est, par celui de Wajo,
- Au sud, par celui de Bone,
- À l'ouest, par celui de Barru.